# HWC王座
HWC王座は、北都プロレスが管理、認定している王座。

## 歴史
2016年７月末に行われたワンデートーナメントに優勝した池田昌樹が初代王者に認定される。以来毎年夏に開催される北都プロレスワンデートーナメントの優勝者が新王者として認定されている。
初期はトーナメント優勝者の称号であったが近年は通常の防衛戦も行われている。

## 歴代王者
| 歴代   | 選手           | 獲得日付       | 対戦相手       | 防衛回数 | その他                                   |
| ------ | -------------- | -------------- | -------------- | -------- | ---------------------------------------- |
| 初代   | 池田昌樹       | 2016年7月31日  | 梅沢菊次郎     | 0        | トーナメント優勝、王者に認定             |
| 第2代  | 梅沢菊次郎     | 2017年7月31日  | リッキー・フジ | 0        | トーナメント優勝、新王者に認定           |
| 第3代  | 大矢剛功       | 2017年12月4日  | 梅沢菊次郎     | 0        |                                          |
| 第4代  | 池田昌樹       | 2018年7月25日  | 河原成幸       | 0        | トーナメント優勝、新王者に認定           |
| 第5代  | 大矢剛功       | 2018年12月3日  | 池田昌樹       | 0        | 池田昌樹引退試合                         |
| 第6代  | グルクンマスク | 2019年7月30日  | カツオ         | 2        | トーナメント優勝、新王者に認定           |
| 第7代  | 河原成幸       | 2021年11月28日 | グルクンマスク | 0        | 2020年はコロナ禍にてトーナメント未開催。 |
| 第8代  | 藤原秀旺       | 2022年7月31日  | カツオ         | 1        | トーナメント優勝、新王者に認定。         |
| 第9代  | カツオ         | 2022年11月27日 | 藤原秀旺       | 2        |                                          |
| 第10代 | 仲川翔大       | 2023年11月27日 | カツオ         | 1        | トーナメント優勝、新王者に認定           |